# Aurora Nilsson
Hilma Helena Aurora Asim Abrahamsson, känd under namnen Aurora Nilsson och Rora Asim Khan, född Nilsson 1 januari 1894 i Västerhaninge församling i Stockholms län, död 26 juni 1972 i Södertälje församling i Stockholms län, svensk författare och memoarskrivare. Hon är föremål för en biografi och en roman. Hon blev känd för skildringen av sitt äktenskap med en afghansk diplomat och sina upplevelser i Afghanistan på 1920-talet. 

## Bakgrund
Aurora Nilsson var dotter till Karl Magnus Nilsson och Anna Helena Andersdotter och bodde som barn i Östnora, Västerhaninge, där fadern var jordbruksarbetare. Hon flyttade in till Stockholm 1909 där hon arbetade som hembiträde och hårfrisörska. Under tiden i Stockholm var hon 1922–1924 gift med radiotelegrafisten Tore Filip Nilsson (1894–1937).

## Berlin
Aurora Nilsson var konststudent i Berlin då hon 1925 gifte sig med den afghanske teknik-studenten Asim Khan, son till en för detta afghansk minister. Khan förlorade då sitt bidrag och sin anställning från den afghanska regeringen och Nilsson fick försörja dem båda. Han återanställdes vid personalskifte vid den afghanska ambassaden: Nilsson erbjöds skilsmässa av ambassaden, men avböjde, och deras vigsel godkändes på villkor att hon skriftligt lovade att underkasta sig afghanska seder och vid något tillfälle konvertera till islam. Khan kallades 1926 hem av regeringen. Efter detta utsatte Khan Nilsson för misshandel, men hon gick med på att resa till Afghanistan då hon upptäckt att hon var gravid. Under resan till Afghanistan förändrades Khan från den moderne person han varit i Berlin tills han vid hemkomsten till Afghanistan, enligt Nilsson, helt tillägnat sig sitt eget lands kultur igen. I Bombay utsattes hon av en misshandel som framkallade ett missfall: hon erbjöds en skilsmässa av afghanske ambassadören, men då texten på dokumentet var på persiska som hon inte förstod, avstod hon från att underteckna.   

## Afghanistan
Vid gränsen fick hon börja bära slöja, och vid ankomsten till Kabul firades ett andra bröllop.  Tillvaron i den nya kulturen blev en svår chock för Nilsson. Hon tillåts inte lämna hemmet på månader, och sedan endast i sällskap av en tjänare, och då endast efter tillstånd av maken och täckt med slöja. Hon får inte titta ut genom fönstret, eftersom hon inte får ses av andra män ens genom fönstret, och inte handla i butikerna, eftersom andra män då kan höra hennes röst: som västerländsk kvinna riskerar hon även att bli attackerad. Nilsson väcker uppseende i Kabul och kallas för "Tyska Frun". Hon beskriver i sin skildring flera sedvänjor och även flera händelser inom den afghanska samtiden, och chockades av många. Hon tilläts först efter svårigheter att tillkalla en läkare till en sjuk kvinna, då maken inte vill att hustrun skulle ses av en man: hon chockades sedan då mannen ifråga bad henne om hjälp att ersätta den nyligen avlidna hustrun med en kvinna "med lika vit hud" som Nilsson själv. Den enda sedvänja som erbjöd möjligheten för en flicka att välja make var, enligt uppgift, att går rakt ut på gatan framför den utvalde och ropa: "Jag vill bli din hustru!"  - mannen förväntades då gifta sig med flickan, men om han inte gjorde det, var hon utskämd och kunde sällan gifta sig alls. Hon omnämner systemet med "gossehustrur"; efter en pojke omskärs vid 10-12, tilldelas han en äldre slavinna för att undvika homosexualitet – även Nilssons egen man hade en sådan, vilket hon upptäckte då hon kom till hans hus. Denna slavinna ertappades med ett gift, som troddes avsett för Nilsson.         
Khan vägras arbete inom administrationen, eftersom Nilsson vägrar konvertera till islam. Maken tillåter henne då att skriva till sin familj, besöka andra afghanska kvinnor, det kungliga hovet (med hjälp av Asims faster, som var hovdam hos drottningen) och den tyska legationen för att försöka skaffa honom ett fint arbete. Hon träffar utrikesministern, drottning Soraya Tarzi och kungens mor. Hon besöker hovet i Paghman och Darullaman. Drottningen frågar henne om Europa och lovar hjälp, men de papper Nilsson ger henne kommer bort. Kungamodern, Ollja Hassrat, beskrivs av Nilsson som storväxt, med skarp blick och framträdande näsa; hon ansågs enligt Nilsson ha stort politiskt inflytande: hon demonstrerar dans, gymnastik och agerar fotograf för Hassrat, som hon blir bekant med.   
Regering och hovintriger omintetgör dock hennes ansträngningar. Khan hotar då att döda eller sälja henne. Nilsson rapporterar i samband med detta om två liknande öden. Vid hovet och på tyska legationen var två tyska kvinnor vid denna tid vida omtalade. En av dem hade gift sig med en afridi, Abdullah Khan, och vid hans död flytt till Kabul för att slippa ett tvångsgiftermål med makens efterträdare : hon hade då sålts på offentlig auktion med sina barn, och köpts av den tyska legationen för 7.000 mark. Den andra kvinnan hade gift sig med afghanska konsuln i Tasjkent och försvunnit då maken dödats kort efter deras ankomst till Kabul. Efter detta skriver hon till Sverige om hjälp att resa hem, vilket resulterar i att hon efter misshandel tvingas fly till fots ända till stadsgränsen. Hon får hjälp av Tyskland genom den tyska legationen i Kabul, som utverkar att hon får lämna huset, klä sig i västerländska kläder och besöka legationen. Hon nekas skilsmässa med motiveringen att hon konverterat, men framhåller då att hon aldrig konverterat.             
Till slut lyckas hon med Tysklands hjälp utverka skilsmässa. Skilsmässodokumentet var år 1927 unikt i sitt slag, då den uttagits av en icke-muslimsk europeisk kvinna från en afghan, och även för att skilsmässor inte brukade tas ut av kvinnor: 
| ” | "Rättsligt stadsfästelsebrev. Agift: 1 afghani Skilsmässourkund. Sigill: Ghulam Rasul, domare vid den höga Central scheriatdomstolen i Kabul. Denna dag avgiver han följande sanningsenliga och scheriarättsliga förklaring: den högst ansedde Muhammed Asim Khan, son till Alim Ullah Khan, av stammen Yussif-Zay, boende vid gatan Bala Kuh i stadsdelen Deh-Afghanan, i huvudstaden Kabul, att han frivilligt och under fullständigt samtycke går in på att skiljas från sin hustru, kallad Aurora, dotter till Nilsson, son till den icke närmare omnämnde Nilsson, av svenskarnas stam, kristen, bosatt på samma ort, och därmed förklarar henne otillåten för sig, så att han hädanefter icke kommer att idka äktenskapligt umgänge i någon form inom föreskriven tid. Vidare har förslagsställaren offentligt förklarat, att han icke kommer att bestrida denna överenskommelse till följa av osanna angivelser, motvilja, ont tal eller några som helst försök att låta ansvaret komma på en viss person. Skrivet på den heliga fredagen den 3 Qaus 1306 29 Djumadi-ul Awwal 1346 (26 november 1927) Den ovan omnämnde Ghulum Rasuls sigill. Den ovan omnämnde Abdullahs sigill. Beskrivning: Den omtalade förslagsställaren är av medellängd, med ljus ansiktsfärg, skilda ögonbryn och lång näsa, 27 år gammal. Då han är av domstolen bekant till utseendet, hava vittnen icke inkallats. (översatt av G. L. Leszsczynski, drogoman vid legationen, kabul.) Överensstämmelsen mellan ovanstående översättning och det förelagda originalet intygas härmed. Kabul den 5. december 1927 Det tyska sändebudet Dr. Feigel. " | „ |

Hon får sedan hjälp av legationen att flytta till ett hotell medan hon väntar på respengar från Sverige. Som en kvinna som bor ensam utsätts hon för trakasserier, även från de ministrar hon ansöker om hjälp hos. Hon förses med tyskt pass och afghanskt visum. Regeringen gör upprepade försöker att hålla henne kvar, hävdar att hon behöver ett afghanskt pass, försöker övertala henne att återvända till maken. Vid gränsen stoppar man henne med erbjudande om pengar för att få henne att återvända till äktenskapet. Hon beskriver sina känslor i boken med orden: "Nej, jag behövde inga pengar! Jag behövde ingenting från Afghanistan! Endast min frihet!"

## Efterspel
Aurora Nilsson gifte sig 1930 med ishockeyspelaren Carl "Calle Aber" Abrahamsson. Asim Khan ansågs utskämd i Kabul efter att hans hustru tagit ut skilsmässa, och fick därför inget regeringsarbete utan fick försörja sig som lärare. Han avrättades sedan han i september 1933 utförde ett attentat på brittiska ambassaden i Kabul, där han sköt ned tre ambassadtjänstemän med motiveringen att han ville störta kungen genom att orsaka en konflikt med britterna, och återinföra Amanullah till tronen. Attentatet anses ha lett till avsättandet av kungen samma år.
År 1948 blev hon änka efter "Calle Aber" Hon är begravd på Södertälje kyrkogård tillsammans med honom.

## Inom kulturen
Nilsson skrev en bok om sina upplevelser i Afghanistan: Flykten från harem, som publicerades av Bonniers 1928. 
Aurora Nilsson stod som modell för huvudkaraktären i romanen Gryningsflickan av Tomas Löfström (1986), som belönades med pris för årets bästa roman av Bra Böcker.